# راغدة درغام
راغدة درغام (بالإنجليزية: Raghida Dergham)‏ (ولدت في بيروت سنة 1953) صحفية ومحللة سياسية لبنانية-أمريكية تعمل مديرة مكتب جريدة الحياة في نيويورك في مقر هيئة الأمم المتحدة منذ 1989، وكانت مراسلة مجلة الحوادث سابقاً في هيئة الأمم أيضاً ولمدة ثماني سنوات. وهي، بالإضافة إلى مسؤولياتها في جريدة الحياة، تكتب في العديد من الصحف والمجلات الأمريكية والعربية والدولية.
وقد توصّلت إلى أعلى مرتبة في الصحافة الدبلوماسية في هيئة الأمم، وهي الآن برتبة «كبير المراسلين الدبلوماسيين» في هيئة الأمم.
إلى جانب المقال الأسبوعي الدائم في جريدة الحياة، فإن راغدة تكتب الافتتاحيات لعدد كبير من الصحف العربية في الوطن العربي، كما تكتب في الكثير من الأحيان لجرائد: نيويورك تايمز، والواشنطن بوست، ونيوزويك والهرالد تريبيون الدولية، وتستضيفها بشكل دائم قناة إم إس إن بي سي الأمريكية.
وراغدة درغام من النساء القلائل في مجال النقد والتحليل والتعليق السياسي على مستوى دولي، لذلك فإنها تُستضاف بشكل شبه دائم على القنوات التلفزيونية مثل: سي إن إن وإن بي سي وأي بي سي وسي بي إس وسي إن بي سي الأمريكية.
كما تستضيفها بعض الإذاعات العالمية مثل إن بي آر وراديو بي بي سي.
وراغدة درغام، تلقت دراستها الابتدائية والثانوية فيها، ثم سافرت إلى الولايات المتحدة الأمريكية وهي في السابعة عشرة من عمرها لتتابع دراستها الجامعية هناك.

## نشاطها
انتُخبت رئيسة رابطة المراسلين في هيئة الأمم سنة 1997 "President of the U.N. Correspondents Association for 1997" عيّنها الأمين العام لهيئة الأمم، كوفي عنان، في ال Task Force"" لإعادة توجيه إعلام الرأي العام "Task force on the Reorientation of Public Information". اختيرت عضواً في لجنة الحكم لجائزة ""Novartis Prize للتميُّز الصحافي. اختارتها «لجنة حماية الصحافيين» لتقديم الجوائز لمستحقيها بمناسبة حرية الصحافة العالمية. قامت بدور مدير حلقة الطاولة المستديرة للرؤساء ورؤساء الوزارة في ال UNCTAD. قامت بتغطية الجبهة الدبلوماسية لحرب الخليج: وقمم دول عدم الانحياز، والقمم بين غورباتشوف ورؤساء الولايات المتحدة الأمريكية، والمؤتمر السابع والعشرين للحزب الشيوعي السوفياتي. وأسست مؤسسة بيروت انستيتوت سنة 2010.

## الحياة الخاصة
لديها ابنة واحدة واسمها ثاليا.

## وصلات خارجية
- الموقع الرسمي